# Эд де Вермандуа (граф Амьена)
Эд де Вермандуа-Вексен (фр. Eudes de Vermandois-Vexin; ок. 915 — после 19 июня 946) — граф Вьенна в 928—931 и Амьена в 941—944, сын Герберта II, графа де Вермандуа, и Аделы, дочери Роберта I, короля Франции.

## Биография
В 928 году король Италии Гуго Арльский передал Эду графство Вьенн, хотя неизвестно, был ли Эд графом на самом деле. В любом случае, в 931 году графством завладел Карл Константин. В 938 году Эд поссорился со своим отцом Гербертом II. В союзе с королём Франции Людовиком IV он присвоил себе в том же году Лан, а в 941 году стал графом Амьена. Тем не менее, он был изгнан из Амьена королевскими войсками в 944 году. В документах Эд упоминается в последний раз 19 июня 946 года.